# 두더지땃쥐
두더지땃쥐 또는 중국두더지땃쥐(Anourosorex squamipes)는 붉은이땃쥐아과에 속하는 땃쥐류의 일종이다. 중국두더지땃쥐라는 이름에도 불구하고, 중국뿐만 아니라 부탄과 인도, 미얀마, 태국 그리고 베트남 여러 지역에 분포한다. 아시아두더지땃쥐속의 모든 종들과 마찬가지로 중국두더지땃쥐는 땅을 파는 습성을 갖고 있으며, 산지 숲에서 발견된다.
2006년, 중국질병통제센터는 이 종이 설치류에서 발견되던 기존의 한타바이러스와 유전적으로 구별되는 신종 한타바이러스의 전염원일 수 있다고 보고했다.